# Adolf zu Hohenlohe-Ingelfingen
Adolf Karol Fryderyk Ludwik książę Hohenlohe-Ingelfingen (ur. 29 lipca 1797 we Wrocławiu, zm. 24 kwietnia 1873 w Koszęcinie) – pruski generał i polityk. Premier (Ministerpräsident) Królestwa Prus w 1862.
Był odznaczony pruskimi Orderem Orła Czarnego (1858), Orderem Orła Czerwonego I kl., Medalem Pamiątkowym Kampanii 1813-15 i Odznaką za Służbę dla Obrony Krajowej, rosyjskim Orderem św. Anny I kl. z brylantami, bawarskim Orderem św. Huberta, a także Orderem Maltańskim i Orderem Ernestyńskim.
Syn Fryderyka Ludwika księcia Hohenlohe-Langenburg i hrabianki Marianny von Hoym-Droyßig. 19 kwietnia 1819 Adolf wziął ślub ze swoją kuzynką księżniczką Ludwiką Hohenlohe-Langenburg (ur. 1799). Urodziło im się pięciu synów i pięć córek:
1. Karol Adalbert Kontanty Henryk
2. Wiktor Amadeusz Emil (ur. i zm. 1822)
3. Konstancja Ludwika Emilia Zofia (ur. i zm. 1823)
4. Fryderyk Ludwik Franciszek August Ernest (ur. 1824, zm. 1825)
5. Fryderyk Wilhelm Edward Aleksander
6. Kraft Karol August Edward Fryderyk
7. Helena Ludwika Eliza Amelia (ur. 1827, zm. 1828)
8. Eugenia Ludwika Amelia Adelajda (Dela) Zofia
9. Agnieszka Teodora Emilia Henrietta (ur. i zm. 1831)
10. Ludwika (Lisi) Eleonora Amelia Ernestyna Jenna[3].

Jego rodowym majątkiem był Koszęcin, gdzie do dzisiaj istnieje pałac książąt Hohenlohe-Ingelfingen (obecnie siedziba Zespołu Pieśni i Tańca "Śląsk"). Był także właścicielem Tworoga, gdzie ufundował drewniany przytułek. Zmarł w pałacu w Koszęcinie, został pochowany w krypcie pałacowej kaplicy.